# لعيونك (مسرحية)
لعيونك، مسرحية كويتية كوميدية، عرضت أول مرة في 8 فبراير 1997 من تأليف محمد الرشود وإخراج عبد العزيز الزنكوي، وقام ببطولتها عبد الرحمن العقل، انتصار الشراح، عبد الناصر درويش، محمد العجيمي، سماح، عبد الله العتيبي، صالح الحمر، بدر الطيار ونايف الراشد.
فكرة المسرحية عبارة عن عدة حكايات تتحدث عن هموم المواطنين الحياتية والاجتماعية وهي:
- الحكاية الأولى: بعنوان / «دكتور الحقني» وكانت تتحدث عن إهمال الأطباء للمرضى.
- الحكاية الثانية: بعنوان / «بياع البسطة» وكانت تتحدث عن هموم بائع بسطة لا يمتلك ترخيص وتتم مصادرة بسطته من قبل البلدية.
- الحكاية الثالثة: بعنوان / «البحث عن سارة» وكانت تتحدث عن زواج العرب من الاجنبيات والانحراف الذي يحدث لأبنائهم.